# داوید پاسکوالوچی
داوید پاسکوالوچی (ایتالیایی: Arcieri del Tempio di Diana؛ زادهٔ ۲۷ ژوئن ۱۹۹۶) کماندار اهل ایتالیا است.
وی در مسابقات کشوری و بین‌المللی در مجموع برندهٔ ۱ مدال طلا، ۱ مدال نقره شده‌است.